# Pierre Decock

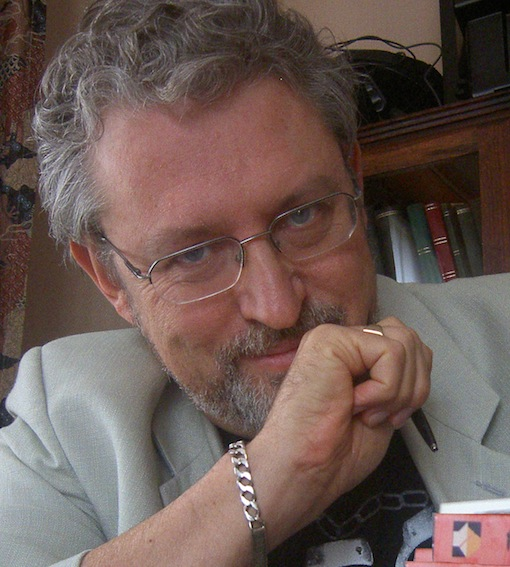
Pierre Decock (2009)

Pierre Decock (* 19. August 1959 in Haîne-Saint-Paul, Belgien) ist ein luxemburgischer Historiker und Schriftsteller.
Er lebt und arbeitet seit 1985 in Luxemburg und erwarb 2003 die luxemburgische Staatsbürgerschaft. Er schreibt in französischer Sprache.

## Biografie
Nach seinem Studium der zeitgenössischen Geschichte begann Pierre Decock seine berufliche Laufbahn als Historiker. Er publizierte verschiedene Artikel über die Dame Blanche, einem geheimen Netzwerk im Ersten Weltkrieg und eine Biografie von Gabrielle Petit, einer belgischen Heldin im selben Krieg.
Als Informatiker und Finanzberater kam Pierre Decock 1985 nach Luxemburg. Er wirkte als Illustrator bei einigen Publikationen mit und malte Comics, vor allem in der Kinderzeitung Zack.
Sein erster Roman, Toccata, wurde 2008 mit dem „Leserpreis der Grossregion“ (Prix des lecteurs de la Grande-région) ausgezeichnet.
In seinem zweiten Roman, De Profundis, ist der junge luxemburgische Polizist João Da Costa Rebelo einem Serienkiller auf den Fersen.

## Veröffentlichungen (Auswahl)
- La Dame Blanche 1916-1918; Revue belge d’histoire militaire XXVII-3.
- Toccata; Op der Lay, Esch-Sauer; 2007; ISBN 978-2-87967-146-8.
- De Profundis ... au seuil des ténèbres je t'attendrai; Op der Lay 157. Esch-Sauer; 2009; ISBN 978-2-87967-160-4.
- Den Tun an de Frunnes: Alles an der Rei; Luxemburgisch von Gaston Zangerlé. Zack Publications. Ed. Saint-Paul, Lëtzebuerg; 1996.
- La dame Blanche. Une réseau de renseignements de la Grande Guerre; 2010; ISBN 978-1-4452-9704-0
- K (nouvelle), in Gréng getëppelt, blo gesträift (anthologie 2009 des Walfer Bicherdeeg), Luxembourg, 2009, p. 114-119.
- Petite musique de nuit (nouvelle), in Saz fir Saz (anthologie 2010 des Walfer Bicherdeeg), Luxembourg, 2010, p. 56-61.
- In Articulo Mortis, Editions Guy Binsfeld. Luxembourg, 2011. 223 p. ISBN 978-2-87954-247-8.
- Les corbeaux de Greenwood, Editions Guy Binsfeld, 2012, 136 p. ISBN 978-2-87954-253-9.
- Petits plaisirs et entourloupes de la langue française, lulu.com, 2014, 155 p. ISBN 978-1-291-78369-8